# 狹面矛吻蝠屬
狹面矛吻蝠屬（学名：Phylloderma），哺乳綱、翼手目、葉口蝠科的一屬，而與狹面矛吻蝠屬（狹面矛吻蝠）同科的動物尚有矛吻蝠屬（矛吻蝠）、圓耳蝠屬（圓耳蝠）、美洲矛吻蝠屬（鋸緣矛吻蝠）、南美大耳蝠屬（絨大耳蝠）等之數種哺乳動物。

## 下属物种
本属包括以下物种：
- 狭面矛吻蝠 Phylloderma stenops Peters, 1865，葉皮蝠